# HD21699
HD21699 — хімічно пекулярна зоря спектрального класу B8, що має видиму зоряну величину в смузі V приблизно  5,5.
Вона  розташована на відстані близько 585,6 світлових років від Сонця.

## Фізичні характеристики
Телескоп Гіппаркос зареєстрував фотометричну змінність  даної зорі з періодом    2,49 доби в межах від  Hmin= 5,46 до  Hmax= 5,42.

## Пекулярний хімічний вміст
HD21699 належить до Хімічно пекулярних зір з пониженим вмістом гелію й в її  зоряній атмосфері спостерігається нестача He у порівнянні з його вмістом в атмосфері Сонця.
Також виявлена значна стратифікація гелію в атмосфері зірки. Вміст гелію у глибоких шарах атмосфери HD21699 у 300 разів перевищує його вміст у поверхневих шарах.

## Магнітне поле
Спектр даної зорі вказує на наявність магнітного поля у її зоряній атмосфері.
Напруженість повздовжної компоненти поля оціненої з аналізу
становить  827,6± 397,9 Гаус.